# Естер Хандберг
Естер Хандберг (дан. Ester Handberg) — данська громадянка, яка під час Другої світової війни здійснила героїчний вчинок, рятуючи єврейську родину від нацистських переслідувань. Восени 1943 року вона надала прихисток 11-річній Аліт Штрассман (у майбутньому — Аліт Бохгольц), її батькам, сестрі та молодшому братові, тим самим врятувавши їхнє життя.
Знайомство родини Штрассманів із Естер Хандберг розпочалося ще до початку війни. Сім’я з Копенгагена регулярно відправляла своїх дітей на відпочинок до пансіонату, яким опікувалися бездітні Естер та її чоловік на острові Фюн. Після окупації Данії німецькими військами, Хандберг запропонувала свою допомогу у разі загрози. У ніч з 1 на 2 жовтня 1943 року розпочалися масові арешти євреїв. Отримавши вчасне попередження, пані Штрассман із трьома дітьми вирушила з Копенгагена до Хандбергів, тоді як двох старших синів було врятовано завдяки директору школи, який організував їхнє переховування та подальшу евакуацію до Швеції.
На острові Фюн Естер Хандберг прихистила дітей у своєму домі, а для батьків організувала тимчасове проживання у пансіонаті. Згодом, коли небезпека зростала, родину перевезли на віддалену ферму, а надалі — в кілька інших місць укриття. Завдяки зусиллям Гандберг було забезпечено мережу безпечних локацій, включаючи приватні домівки, лікарню під фальшивими іменами, а зрештою — переправу до Швеції на рибальському човні. Усе це вона організовувала попри значні особисті ризики.
Після завершення війни родина Штрассманів повернулася на Фюн, аби подякувати своїй рятівниці. Відносини між родинами зберігалися до самої смерті Естер Хандберг. За свій подвиг 26 грудня 1994 року вона була удостоєна звання Праведниці народів світу, яке присвоюється Яд Вашемом.